# European Southern Observatory
 For alternative betydninger, se ESO.
European Southern Observatory bedre kendt under forkortelsen ESO, er et samarbejde mellem 11 europæiske lande om drift af et astronomisk observatorium. 
Medlemslandene er: Belgien, Danmark, Tyskland, Finland, Frankrig, Storbritannien, Italien, Holland, Portugal, Sverige og Schweiz.
Forskningsinstituttet har hovedkvarter i Garching i nærheden af München, men observationerne foretages fra La Silla-observatoriet i Chile.